# Wusun

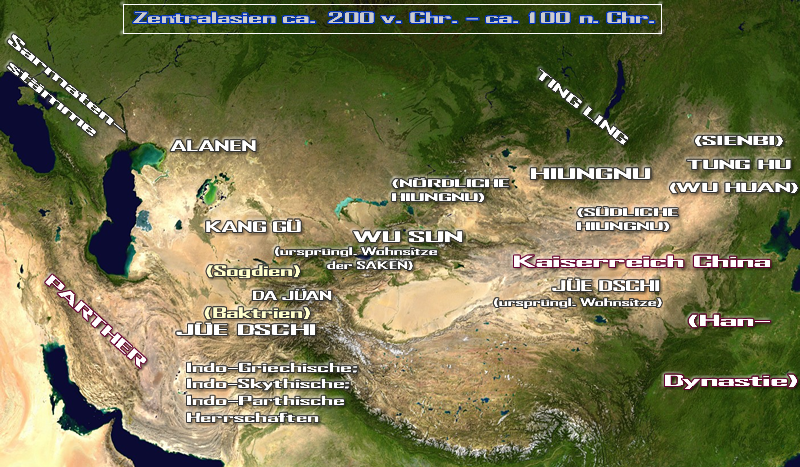
Leefgebied van de Wusun en hun buurvolkeren in de 1ste eeuw v.Chr.

De Wusun zijn een nomadenvolk dat volgens Chinese historische bronnen in Centraal-Azië heeft gewoond. Volgens sommige historici waren de Wusun hetzelfde volk als de door Herodotus en Ptolemaios genoemde Issedonen.

## Woonplaats
Volgens Chinese bronnen woonden de Wusun oorspronkelijk in de droge graslanden van de Hexicorridor. Zij waren daar het oostelijke buurvolk van de Yuezhi. Later trokken zij naar de Ili-vallei, het Zevenstromenland en het bekken van de Ysykköl. Als de theorie correct is dat de Wusun identiek zijn aan de Issedonen, kan uit de Historiën van Herodotus worden afgeleid dat ze rond het Balkasjmeer woonden. Ptolemaios plaatst hen in Dzjoengarije.

## Etnische kenmerken
Over de etnische samenstelling van de Wusun kan niets met zekerheid gezegd worden. Uit recent Russisch onderzoek van 20 schedels die zijn gevonden in het Zevenstromenland en vermoedelijk toebehoorden aan Wusun zou blijken dat ze tot de Europiden behoorden, zij het dat sommige schedels ook Mongoloïde trekken bezaten. In de Hanshu worden de Wusun omschreven als Hu (barbaren) met groene ogen, rode baarden en de lichaamsvorm van een Mi-aap (vermoedelijk een makaak). Dit is een Chinese manier om Europiden te omschrijven.
Dat zich onder de Tarim-mummies van Europiden die sinds het begin van de 20e eeuw in Sinkiang zijn gevonden ook Wusun bevonden is waarschijnlijk, maar niet met zekerheid te zeggen.

### Taal
Als andere nomadenvolkeren vormden de Wusun mogelijk een confederatie van stammen, misschien met verschillende talen. Over de taal van de leidende stam is niets bekend. Op basis van de weinige overgeleverde vorstentitels is door sommige geleerden een Turkse taal verondersteld. Andere geleerden verklaarden echter dat deze titels oorspronkelijk van Indo-Europese afkomst waren.
Het feit dat de Wusun vermoedelijk Europiden waren wil nog niet zeggen dat zij ook een Indo-Europese taal spraken. Ook vroege Turkse volkeren zoals de Jenisej-Kirgiezen hadden een vergelijkbare samenstelling.
Volgens een mythe van de Wusun zouden zij afstammen van een kind dat te vondeling was gelegd en dat op wonderbaarlijke wijze van de hongerdood werd gered door een zogende wolvin. De leidende clan van de Göktürken kende een soortgelijk afstammingsverhaal, wat zou kunnen duiden op een mogelijke verwantschap. Zo is het ook mogelijk dat (een deel van) de Wusun een proto-Turkse taal spraken.
Men neemt aan dat zich onder de Wusun ook Saka of Scythen bevonden, die een Iraanse taal spraken en Yuezhi die vermoedelijk Tochaars spraken.

### Leefwijze
De Wusun waren een nomadenvolk, dat voornamelijk leefde van de veeteelt. Hun leefwijze leek volgens de Chinezen op die van de Xiongnu. Zij bewoonden een vlak land, voornamelijk begroeid met naaldbomen. Er was veel neerslag en de winters waren zeer koud. De Wusun waren bij de Chinezen beroemd om hun 'hemelse paarden'. Een Han-prinses die tussen 110 en 105 v.Chr. als bezegeling van een bondgenootschap naar de Wusun-heerser was gestuurd, klaagde dat de Wusun nomaden waren die in vilten tenten woonden, rauw vlees aten en koemis dronken. Toch zijn er ook woningen van aangestampte aarde gevonden (pisé). Sommige woningen hadden zelfs een stenen vloer. Dit zou kunnen betekenen dat een deel van de bevolking sedentair was en er aan landbouw werd gedaan. Nadat de Wusun zich hadden gevestigd in de Ili-vallei ging ook handel een steeds grotere rol spelen. De noordelijke tak van de Zijderoute liep door hun gebied.
Volgens de Chinese bronnen werd de Han-prinses tot bruid van de rechterzijde gemaakt, de grotere eer van bruid van de linkerzijde viel echter toe aan een prinses van de Xiongnu. Dit betekende dat, in navolging van de Xiongnu, ook de Wusun het dualistisch principe van linkerzijde en rechterzijde in hun staatsbestel kenden. De heerser had als titel Grote Kunmo (昆莫, ook wel Kunmi, 昆彌). Deze titel was erfelijk. Hij werd bijgestaan door een raad van ouderen. Twee van zijn zoons kregen de titel heerser van de rechterzijde (het westen) en heerser van de linkerzijde (het oosten). Zij en de Kunmo hadden elk persoonlijk de beschikking over een troepenmacht van 10.000 ruiters. Verder werd elke vrije man beschouwd als een krijger.

## Geschiedenis
In de archeologie kunnen de Wusun mogelijk geïdentificeerd worden met de Shanmacultuur in de Hexicorridor.
Bronnen voor de geschiedenis van de Wusun vormen juan 123 van de Shiji, samengesteld door Sima Qian en juan 61 en 96 van de Hanshu, de officiële dynastiek geschiedenis van de Westelijke Han-dynastie.

### Oudste geschiedenis
Volgens de oudste vermelding waren de Wusun het westelijke buurvolk van de Yuezhi. Beide volkeren woonden toen in Gansu. De Yuezhi waren eind 3e eeuw v.Chr. in een langdurige strijd met de Xiongnu verwikkeld. Na een vernietigende nederlaag, waarbij de schedel van de Yuezhi heerser eindigde als drinkbeker van de Xiongnu heerser, vluchtten de Yuezhi naar het westen. Tijdens hun vlucht brachten zij op hun beurt een nederlaag toe aan de Wusun. Nandoumi (難兜靡), de heerser (kunmo) van de Wusun werd daarbij gedood. Volgens een legende werd zijn zoon Liejiaomi (獵驕靡) te vondeling gelegd en op wonderbaarlijke wijze gered door een zogende wolvin. De heerser van de Xiongnu, de shanyu was hiervan zo onder de indruk, dat hij het kind adopteerde en aan zijn hof opvoedde. Mogelijk is die adoptie een overgebleven herinnering aan een onderwerping van de Wusun door de Xiongnu, of aan een bondgenootschap tussen Wusun en Xiongnu gericht tegen de Yuezhi. Die waren ondertussen op hun vlucht westwaarts aangekomen in de Ili-vallei. De daar woonachtige Sai (塞, Saken) werden door hen naar het zuiden verdreven.

### Wusun als grootmacht
Volgens de overlevering nam de geadopteerde zoon, toen hij volwassen was geworden, met instemming van de shanyu wraak op de Yuezhi. Hij kreeg het bevel over de westelijke Xiongnu troepen, die, vermoedelijk tussen 133 en 129 v. Ch, de Yuezhi vernietigend versloegen. Het grootste deel vluchtte naar het zuidelijke Daxia (大夏, Bactrië), achtervolgd door de Wusun. Daarop bezetten de Wusun de Ili-vallei, tot op dat moment de woonplaats van de Yuezhi, waar ze zich vermengden met de achtergebleven Sai en Yuezhi.
De Wusun groeide uit tot een machtig stammenverband met, naar werd vermeld (Hanshu 96), een bevolking van 630.000 verdeeld over 120.000 huishoudens en met 188.000 boogschutters. Uiteindelijk beheersten zij een gebied dat in het oosten werd begrensd door de Xiongnu, in het westen door Kangju (Samarkand), in het zuidwesten door Dayuan (大宛, Fergana) en in het zuiden door 'de staten van de ommuurde steden', de stadstaat-oasen in het huidige Sinkiang. Dankzij dit grote gebied konden aanvallen van de Xiongnu eenvoudig worden afgeweerd door naar het westen te trekken. Het politieke centrum van de Wusun werd de ommuurde stad Chigu (赤谷), de 'stad van de rode vallei'. Deze stad lag in de vallei van de Issyk Kol en vormde een belangrijke pleisterplaats op de noordelijke handelsroute tussen China en het westen. De precieze ligging van de stad is niet bekend,vermoedelijk lag de stad aan de Tekäs rivier. Wel is dit de eerste vermelding van een nomadenvolk in Centraal-Azië dat een vaste residentie bezat.

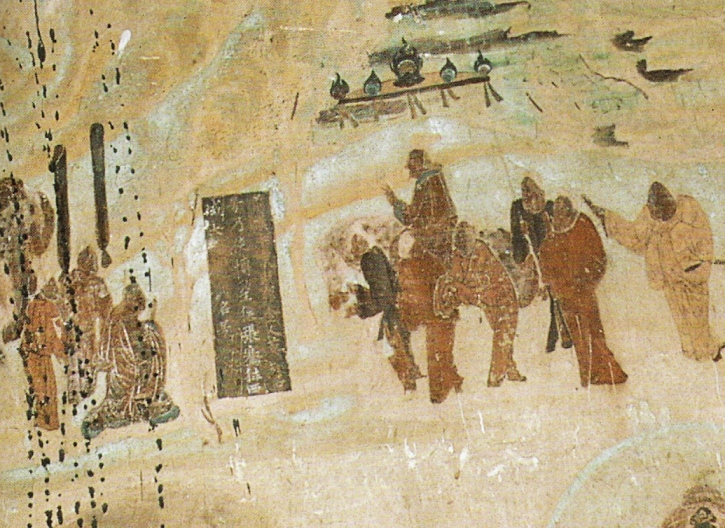
De Chinese missie van Zhang Qian naar de Wusun en de Yuezhi in 126 v.Chr., muurschildering in de Mogao-grotten, 618-712 na Chr.

De Chinese Han-dynastie probeerde met een verdeel en heers politiek de Wusun los te weken van de Xiongnu. In 126 v.Chr. werden de Wusun bezocht door Zhang Qian, de reiziger en diplomaat die naar het westen was gestuurd om een coalitie tegen de Xiongnu te vormen. Hij stelde voor dat de Wusun naar het oosten zouden trekken om het gebied te gaan bewonen dat eerder was verlaten door de Hunye. Zij zouden zo een buffer vormen tussen China en de Xiongnu. Dit voorstel leidde tot verdeeldheid onder de heersende clan van de Wusun. Uit angst voor de Xiongnu durfde de Kunmo het verdrag niet goed te keuren. In 115 v.Chr. werd Zhang Qian opnieuw naar de Wusun gestuurd. Nu moest hij hen door middel van veel geschenken in de vorm van runderen, schapen, goud, maar vooral zijde tot bondgenoot van China maken. De oude Wusun heerser bleef echter aarzelen. Door te schipperen tussen beide grootmachten probeerde hij zijn onafhankelijkheid te behouden. Zelfs de bezegeling van een bondgenootschap door een huwelijk met een Han-prinses (tussen 110 en 105 v Chr.) werd deels tenietgedaan doordat de Wusun-heerser tegelijkertijd huwde met een Xiongnu-prinses. Die kreeg, doordat zij prinses van de linkerzijde werd, zelfs een hogere rang dan de Han-prinses. De zeventigjarige koning bezocht haar slechts een of twee keer per jaar en sprak in het geheel niet met haar. De klaagzang over haar lot is bewaard gebleven:
Mijn familie heeft mij uitgehuwelijkt naar de andere kant van de hemel:

Zij hebben mij naar een ver, vreemd land gestuurd, naar de koning van de Wusun.

Mijn huis is een tent met muren van vilt.

Mijn eten bestaat uit rauw vlees en mijn drinken uit koemis.

Hier woon ik nu en denk voortdurend aan mijn geboorteland, mijn hart doet mij pijn.

Ik zou een gele zwaan willen zijn, om zo terug te kunnen vliegen naar mijn ouderlijk huis.— Shiji 123
Ondanks deze behandeling bleef de Chinese keizer gehoorzaamheid eisen, zelfs toen de oude heerser van de Wusun haar wilde uithuwelijken aan zijn kleinzoon en beoogde opvolger. Op die manier behielden de Chinezen immers de mogelijkheid zich met de troonopvolging te blijven bemoeien. Wel stuurde de keizer haar als troost stoffen van zijde en brokaat.
In 72 v.Chr. werden de Xiongnu, nadat zij de Wusun acht jaar daarvoor een nederlaag hadden bezorgd, zelf verslagen na een gezamenlijke aanval van de Wusun met Chinezen. De rijkdommen uit de daaropvolgende plunderingen zorgden ervoor dat de Wusun op het hoogtepunt van hun macht kwamen.

### Verval
Na de dood van de heerser Nimi in 53 v.Chr. splitsten de Wusun zich in twee groepen, onder leiding van een 'grote Kunmi' en een 'kleine Kunmi'. Beiden erkenden het Chinese oppergezag en bleven, volgens Chinese bronnen, trouwe bondgenoten.
Over de eerste eeuwen na Chr. is weinig bekend. Na de val van de Han-dynastie (220) werden de Wusun uit hun woongebied verjaagd door een ander nomadenvolk, de Rouran (柔然, ook wel Juan Juan, 蠕蠕 genoemd) en trokken naar Congling (葱嶺, vermoedelijk het Pamirgebergte). De Ili-vallei, hun vroegere woonplaats, werd in de zesde eeuw een deel van het rijk van de Göktürken.
Vanaf 436, toen voor het laatst een Chinese missie naar de Wusun werd gestuurd, leken zij uit de geschiedenis te zijn verdwenen. Vermoedelijk zijn zij een onderdeel van het rijk van de Hephthalieten (Witte Hunnen) geworden. Toch werd hun naam nog eenmaal vermeld. In 938 brachten zij volgens de Liaoshi, de officiële kroniek van de Liao-dynastie een tribuut aan de (Khitan-)Liao.

## Uysyn
De huidige stam der Uysyn in Oost-Kazachstan wordt beschouwd als afstammend van de Wusun.